# Шмидт, Йозеф
Йо́зеф Шмидт (нем. Joseph Schmidt; 4 марта 1904, Давидены, Австро-Венгрия — 16 ноября 1942, Гиренбад, Швейцария) — еврейский оперный и камерный певец (тенор), кантор, киноактёр.

## Биография
Родился в бедной многодетной еврейской семье в селе Давидены (в наст. время Давыдовка) в Буковине, которая до Первой мировой войны входила в состав Австро-венгерской империи, а в 1918 стала частью Румынии. В 1914 году с родителями перебрался в Черновицы. Поступил в гимназию, брал уроки музыкальной грамоты у композитора А. Завуловича. Постигал сложную технику канторского пения. Пел в детском хоре в городской хоральной синагоге «Темпль», которым руководил педагог и знаток вокала, кантор Йосиф Товштейн. В 1922 г. Йозеф стал брать уроки вокала у опытного педагога Фелиции Лерхенфельд-Гржимали.

## Творчество
Первый сольный концерт дал в 1924 году в зале Музыкального общества. Два с лишним часа публика с возрастающим восхищением слушала юного певца. Йозеф пел румынские баллады и еврейские песни, потом арии из опер Пуччини, Верди, Бизе, Флотова, Леонкавалло и Россини. Успех был грандиозный. Главный редактор газеты «Черновицер Моргенблат» писал, что самый прекрасный голос не мог бы так сильно воздействовать на публику, если бы он, так, как у Шмидта, не исходил из глубины его чуткой и тонкой души. Доктор Розенберг закончил заметку пророческими словами: «Этот молодой человек ещё взойдет на вершину Олимпа». Это событие предопределило дальнейший жизненный путь Йозефа. Он, с детства мечтавший стать артистом, выбирает карьеру певца. Но было обстоятельство, которое не давало ему возможность стать артистом театра. К тому времени у Йозефа выявился физический недостаток: он давно остановился в росте. По одним сведениям: его рост был 150 см, по другим, 153-4 см, но сложен он был совершенно пропорционально. Еврейская Община собрала деньги и направила Й. Шмидта совершенствоваться в Берлин, где жил его родной дядя Лео Энгель, брат матери. Там знаменитый профессор Берлинской высшей школы музыки (Немецкая Консерватория) Герман Вайссенборн, прослушал Шмидта и поразившись его таланту, и зная, что он беден, решил заниматься с молодым певцом, не беря с него оплаты за обучение.
В конце 1926 г. Шмидта призвали в армию. Служба проходила в гарнизоне г. Радауцы, что в Южной Буковине. После нескольких месяцев строевой подготовки Йозефа перевели в полковой оркестр. Умение петь и играть на скрипке и фортепиано сделали его незаменимым в военных концертах и офицерских вечерах. Его музыкальные способности были оценены по достоинству, Й. Шмидта произвели в унтер-офицеры! В декабре 1928 г. он закончил службу и вернулся в Черновцы, где ему сразу предложили принять участие в семидневном праздновании Хануки в синагоге — с огромным по тем временам гонораром в 60000 лей.
Два путешественника из Голландии посетили этот праздник, услышали, как Шмидт поет молитвы и были совершенно потрясены. Они пригласили Йозефа дать концерты в Амстердаме и Роттердаме, обещая все подготовить для этого. Путешествием в Голландию начался 1929 год. Программа обоих концертов включала литургические и светские произведения, что требовало абсолютно разных интерпретаций. Публика была совершенно очарована юным певцом, его тонким мастерством. И сразу после концертов Шмидт получил приглашение в Бельгию. В Антверпене его представили как известного во всем мире кантора и концертанта.
Далее был Берлин, где Йозефа по конкурсу приняли на работу в только что открывшуюся Музыкальную студию Радио-Берлин. Главная задача студии — постановка опер в прямом эфире. Это был на то время фантастический проект (в то время ещё не существовала магнитофонной записи опер). Й. Шмидт стал знаменитым сразу после первого своего выступления 18 апреля 1929 г. в роли Васко де Гама в опере Дж. Мейербера «Африканка». Миллионы людей услышали этот голос, полный неслыханной сверкающей силы, нежный в пиано и разгорающийся в героической драматичности. На радио посыпались письма восторженных слушателей не только из Германии, но и из других стран, с просьбой рассказать о незнакомом певце и с пожеланиями, чтобы его выступления были чаще. Уже после нескольких постановок дирекция была убеждена, что Й. Шмидту можно доверить все без исключения главные теноровые партии – от легких и виртуозных в операх Россини до напряженно-драматических в операх Верди, Пуччини, Масканьи, Леонкавалло. Всего с 1929 по 1933 год участвовал в 37 оперных постановках.
В первый период успехов в Берлине (1928-31 гг.) Шмидт участвовал в уникальном проекте немецкой фирмы граммофонных пластинок Линдтштрем-Концерн — записи всех синагогальных служб годичного цикла. Под руководством капельмейстера хора доктора Германа Шильдбергера фирма Парлофон выпустила пластинки с молитвами еврейской реформистской общины. Эти пластинки были предназначены для того, чтобы маленькие общины могли проводить свои службы с органом, хором и кантором. Для этой коллекции Шмидт пел сочинения великих мастеров: Глюка, Генделя, Бетховена, Цельтера, Левандовского. Особого упоминания заслуживает часто исполнявшаяся Шмидтом в первый день Хануки молитва Бетховена «О Господи, твоя доброта распространяется так далеко». В общей сложности было сделано около 100 матриц и выпущено более 40 пластинок. Во время войны в Европе почти весь тираж этих пластинок был уничтожен. Сохранилось только 10 фонограмм.
После прихода нацистов к власти Шмидту запретили работать на радио. Вместе со своим импресарио Лео Энгелем Шмидт переезжает в Вену, где живёт около 5 лет, постоянно выезжая на гастроли по разным странам Европы и Ближнего Востока. Это была череда триумфальных концертов: 1932 — Вена; 1934 — Бухарест, София, Афины, Стамбул. В том же году выступления в Тель-Авиве, Ришон-ле-Ционе, Хайфе и Иерусалиме. В 1936 году — концерт в Голландии, в местечке Биркховен, собрал сто тысяч слушателей. В 1937 году — дважды посетил с концертами США, выступал в «Карнеги-холл».
Накануне присоединения Австрии к Германии Й. Шмидт переехал в Брюссель. Здесь неожиданно сбылась его заветная мечта. Несмотря на свой маленький рост, он получил приглашение в Королевскую оперу «Де ла Монне». «Ла Монне». Шмидт был уже так знаменит, что его желали видеть и слушать на оперной сцене. В январе 1939 г. состоялась премьера новой постановки оперы Дж. Пуччини «Богема» со Шмидтом в роли Рудольфа. Шмидт не играл, а жил жизнью героя. Отсутствие сценического опыта не мешало — наоборот, делало его игру естественной. Сердечное тепло его голоса, упоительная музыкальность вызывали бурю восторга.

## Преследование и смерть
В декабре 1941 года, когда вся континентальная Европа оказалась в руках у Гитлера и его сателлитов, Шмидт попытался уплыть на Кубу, однако по странному стечению обстоятельств, или по злому умыслу, его билет достался кому-то другому. Шмидт прятался в Ницце. Но и юг Франции ему пришлось покинуть, потому что правительство Виши полностью содействовало германским властям в поимке и отправке евреев в концлагеря.
Осенью 1942 года Шмидт нелегально пересёк границу Швейцарии. Он пытался легализоваться, но был отправлен в лагерь для беженцев в Гиренбад, недалеко от Цюриха. 14 ноября певец почувствовал себя плохо, жаловался на боли в груди, но врачи отнеслись к его словам без должного внимания.
Через два дня комендант лагеря отпустил Шмидта, в сопровождении товарища, еврейского актёра Макса Страссберга (Max Strassberg) в ближайший трактир «Вальдегг», чтобы певец мог отдохнуть и согреться. Там Шмидт почувствовал себя совсем плохо, и, не дождавшись врача, скончался на руках Макса. Вероятно, от сердечного приступа. Похоронили Шмидта на еврейском кладбище в Цюрихе.
Сохранились около 200 фонограмм с его песнями. После войны о его жизни и творчестве были написаны четыре книги и сняты два фильма.

## Фильмография
Шмидт хорошо известен не только, как выдающийся тенор, но и как популярный актёр своего времени.
- Самый прекрасный день в моей жизни (1936)
- Звезда падает с неба (1936)
- Звезда падает с неба (1934)
- Моя песня идет по миру (1934)
- Когда ты молод, весь мир твой (1934)
- Песня летит вокруг света (1933)
- Goethe lebt…! (1932)
- Gehetzte Menschen (1932)
- Любовный экспресс (1931)

## Факты и мифы
- По воспоминаниям продюсера и сценариста Эрнста Нойбаха, в мае 1933, после премьеры фильма «Песня летит вокруг света», в котором Шмидт играл главную роль, Йозеф Геббельс якобы предложил певцу звание «почетного арийца» и зарплату 80 тысяч рейхсмарок в месяц, если тот согласится выступать на германском радио. Подобное утверждение выглядит не слишком правдоподобно, учитывая не только астрономическую сумму гонорара, но и крайне фанатичную личность министра пропаганды[10].
- Маленький, абсолютно одинокий человек — таким его видели миллионы. Но это лишь сценический образ. Многие женщины мечтали скрасить одиночество знаменитого и богатого артиста. Шмидт умело прятал любовные интриги от прессы, но одна стала достоянием гласности — с некой Лотте Эрнст, в девичестве — Рейг, и Кох — по первому мужу, которому она, по мнению историка Яна Некерса (Jan Neckers), изменяла со Шмидтом[10]. Лотте в 1957 году, претендуя на гонорары, утверждала, что её сын — от Йозефа Шмидта, а она — законная вдова. В подтверждение своих слов она предъявила довольно сомнительные документы без подписи и печати, либо якобы восстановленные с её слов. Об этом подробно писал журнал «Шпигель» в 1958 году[11].

## Память
- В Вене есть площадь имени Йозефа Шмидта.
- В Берлине его именем названы улица и музыкальная школа; на доме, где он жил, установлена мемориальная доска.
- 23 декабря 1990 г. ходатайством энтузиастов возрождения еврейской культуры, в частности педагога Пинхаса Лутингера, в кинотеатре «Черновцы» — бывшем Темпле, центральной синагоге города, где начался творческий взлет певца — Йозефу Шмидту открыли мемориальную доску.
- В 1992 г. известный актёр Альфред А. Фассбинд издал в Цюрихе богато иллюстрированную книгу о жизни и творческой деятельности великого певца и актёра «Йозеф Шмидт».
- Осенью 2000 г. на «Аллее звезд» в Черновцах засияла звезда Йозефа Шмидта.
- В январе 2008 года в Тель-Авиве в сквере вблизи здания Оперы за счет мирового сообщества буковинских евреев был установлен мемориальный камень Шмидту.